# Kappsta (sommarvilla)

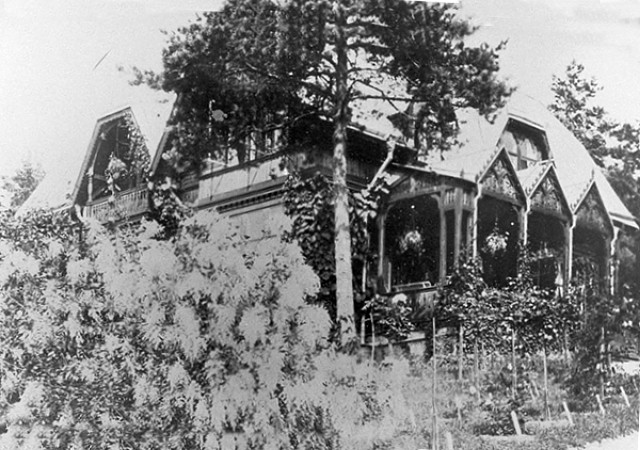
Kappsta sommarvilla omkring sekelskiftet 1900.

Kappsta var namnet på en sommarvilla i nuvarande kommundelen Skärsätra i Lidingö kommun. Villan kom även bli känd som Wisingska villan och Raoul Wallenbergs födelseplats. Kappsta är idag ett skogsområde som begränsas av Lilla Värtan i sydväst, av Skärsätra båtklubb och Villa Ekbacken i nordväst, av Nysätravägen i sydost samt av Törnrosavägen i norr. Området är cirka 12 hektar stort och motsvaras ungefär av Kappsta naturreservat. Wisingska villan brann ner 1931, idag återstår husets grund med Attachéväska R.W., minnesmärket efter Wallenberg.

## Historik

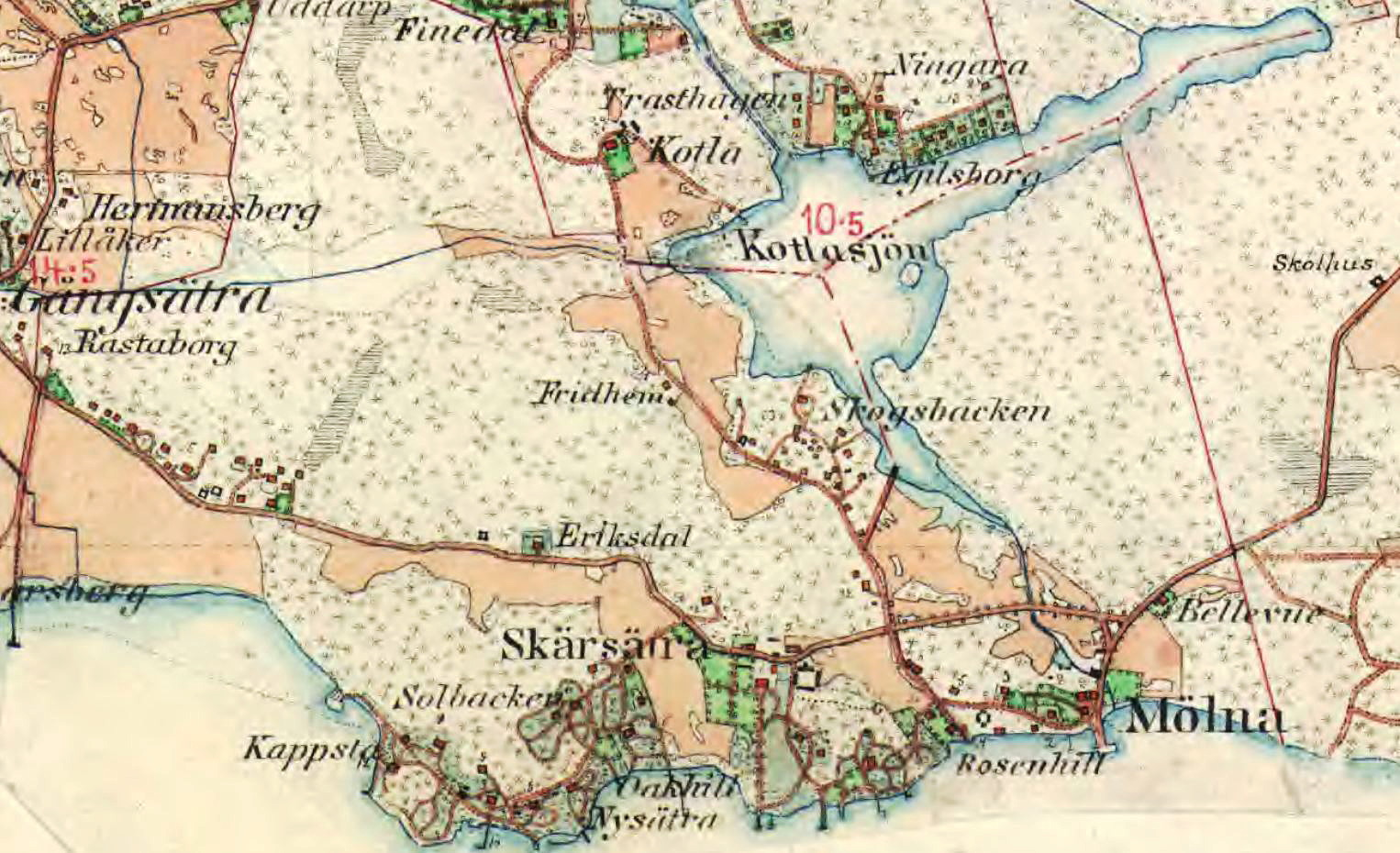
Skärsätra med omgivning 1901-1906.

Platsen var bebodd redan under järnåldern som en stensättning på kullen närmast Lilla Värtan vittnar om (fornlämning RAÄ-nummer: Lidingö 5:1)
Kappsta var ursprungligen ett område under Skärsätra gård. Enligt gamla kartor och källor användes platsen huvudsakligen för skogsbete och för uttag av virke för husbehov. 
År 1881 kom en lagändring som möjliggjorde tomtstyckning upp till 1/5 del av hemmanets areal vilket ledde till en lavinartad bebyggelse med sommarnöjen på Lidingölandet. Samma år började Skärsätras dåvarande ägare, kabinettskammarherren Erling Ribbing, att avsöndra mark för sommarvillor, bland dem fanns blivande Rastaborg, Tykö, Oakhill, Solbacken, Fredriksberg, Nysätra och Kappsta. Dessa fastigheter betjänades sommartid av förhållandevis tät ångbåtstrafik från centrala Stockholm.

### Wisingska villan

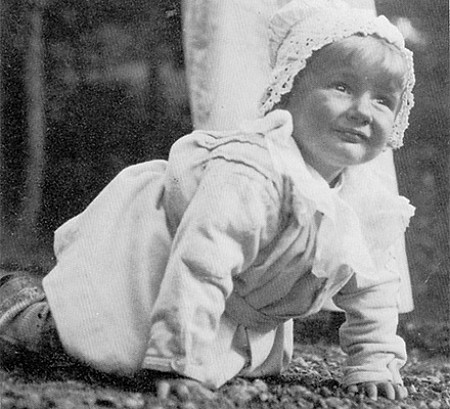
Raoul Wallenberg på Kappsta omkring 1913.

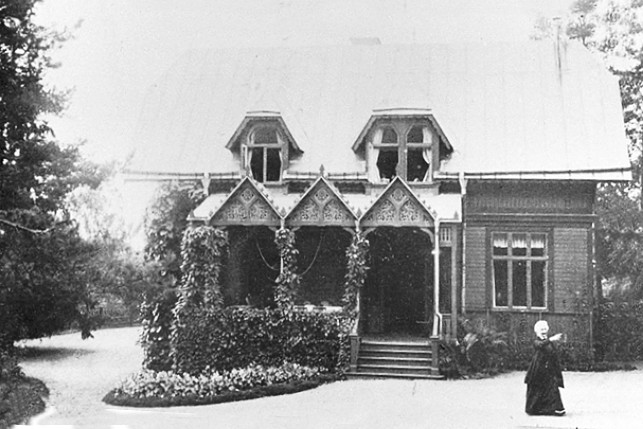
Kappsta omkring sekelskiftet 1900. Kvinnan på bilden är Sofie Wising.

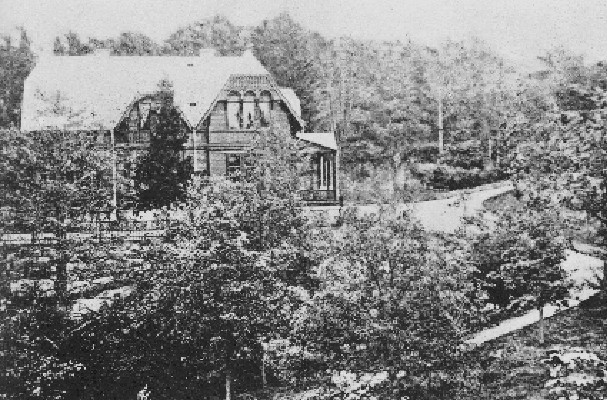
Kappsta från söder, ca 1900.

Tomten Järla om 21 320 m² köptes 1882 av läkaren Per Johan Wising som därmed blev en av de första Stockholmare att flytta ut till Lidingö som sommargäst. Han namnändrade Järla till Kappsta efter sin svärfars, Edvard Otto Bendichs säteri Kappsta gård i Lids socken i Södermanland.
Byggnaden, som kom att bli känd som Wisingsta villan, uppfördes enligt tidens smak för sommarvillor i schweizerstil med rikliga lövsågerier. Huset blev 300 m² stort och två våningar högt med vidsträckt utsikt över Lilla Värtan. Villan placerades 12 meter över havet intill kanten av en förkastningsbrant. För att erhålla en plan yta runt huset anlades en cirka fem meter hög stödmur bestående av gråsten.
Intill huset låg en jordkällare, som är fortfarande bevarad. Entréstegen göts i betong, fasaderna kläddes med stående och liggande panel som avfärgades likt övriga sommarvillor i grannskapet, troligen gul med vita snickeriet eller ljust grön med mörkgröna snickerier. Taket var plåttäckt. Huset var tänkt att användas sommartid men kunde värmas med kakelugnar och kökets vedspis.
År 1883 förvärvade Wising ytterligare mark och lät bygga en tjänstebostad, ett fähus och Sjövillan som skulle användas som gäststuga. Den var 100 m² mindre än huvudbyggnaden och likaså gestaltad i schweizerstil. I bottenvåningen hade den utöver kök och förstuga en enda stor sal med glasveranda som erbjöd vacker utsikt över vattnet. På övervåningen fanns två gästrum. 1911 fick byggnaden elektricitet.
Wisings yngsta dotter Maj gifte sig 1911 med underlöjtnanten Raoul Oscar Wallenberg. Denne avled i cancer i maj 1912 blott 24 år gammal. Den 4 augusti 1912 föddes sonen Raoul Wallenberg i moderns sovrum på Kappsta. I december samma år avled även Per Johan Wising till följd av en lunginflammation.
I juni 1917 skrev Maj Wallenberg:
| ” | I går sa Raoul: "Å, mamma, vad det är ljuvligt på Kappsta“. Han älskar faktiskt detta ställe och han har det verkligen härligt. Han och hans kamrat Bertil springa omkring hela dagarna ensamma, endast förbjudna att gå ner till sjön och utanför staketet, annars ha de fullkomlig rörelsefrihet på 13 tunnland. | „ |

Familjen använde sommarstället på Kappsta till slutet av 1920-talet där Raoul Wallenberg tillbringade många somrar under sin uppväxt. Efter 1928 hyrdes Kappsta ut och 1931 brann huvudbyggnaden ner efter ett blixtnedslag. Egendomen stod dock  kvar i familjen Wallenbergs ägo till 1947. På 1950-talet brann även Sjövillan och övriga byggnader ned. Därefter förvildade tomten.

### Kappstas vidare öden

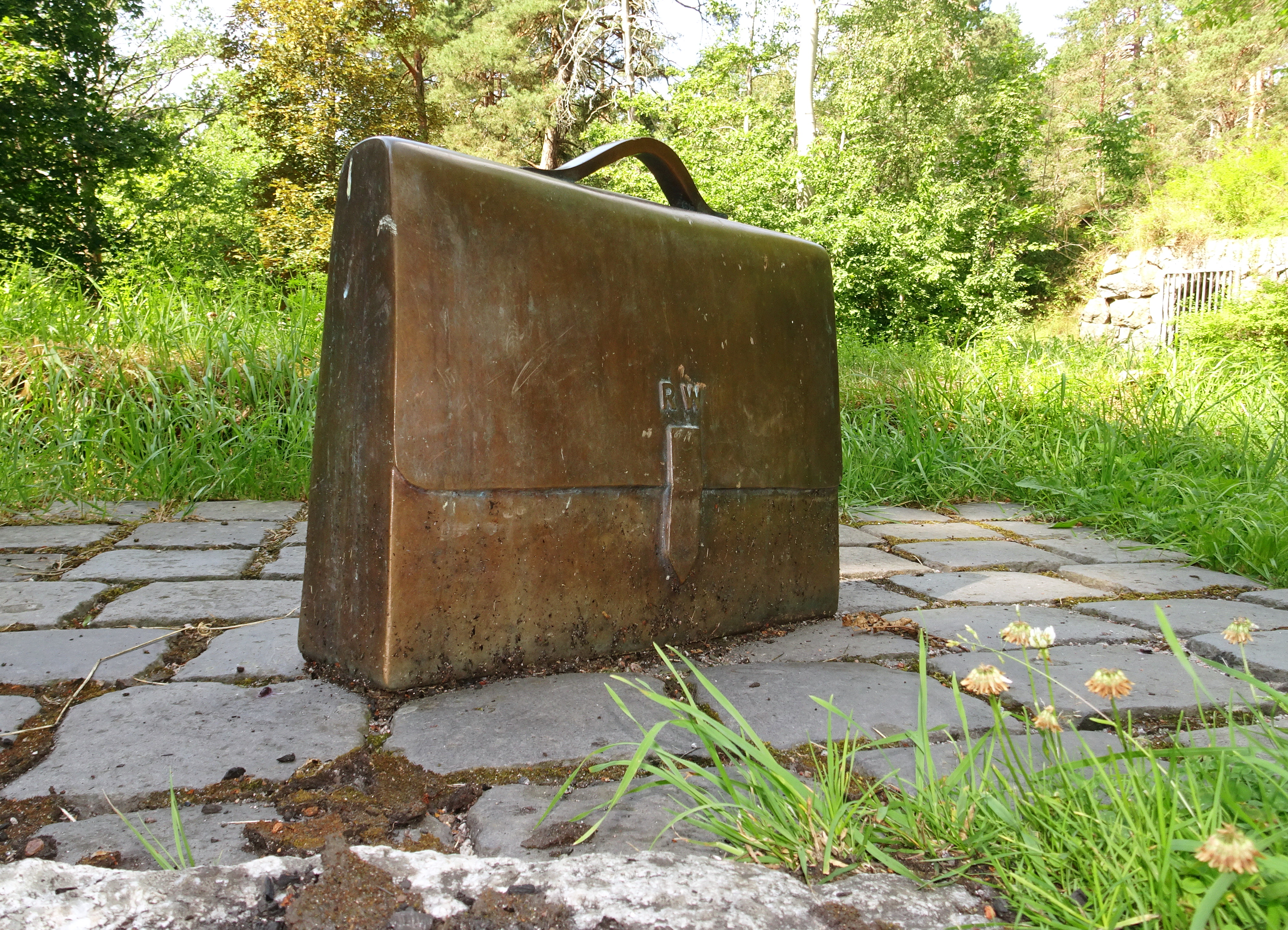
Attachéväska R.W. på Kappsta, juli 2021.

Efter 1960 ägdes Kappstaområdet av Östlunds Bygg AB, sedermera dotterbolag till JM, som hade för avsikt att exploatera marken för bostadsbebyggelse. 1974 upprättade kommunen ”Skiss till generalplan” som redovisade en höghusbebyggelse för omkring 500 invånare. Planerna möttes av protester och krav på att freda och bevara Kappsta som grönområde. 
År 1986 förvärvade Lidingö kommun Kappsta från Österlunds bygg. Genom köpet och Raoul Wallenbergs koppling till platsen ville kommunen förhindra bebyggelse. Man valde samtidigt, med hänsyn till den unika floran och det rika fågellivet i området, att klassa det som naturreservat vilket inrättades i februari 1996 som Kappsta naturreservat. 
Av Wisingska villan återstår idag husgrunden om cirka 20x20 meter med två gjutna entrétrappor samt en välbyggd jordkällare om 5x3 meter. På husgrunden till vänster om trappan står sedan år 2002 Raoul Wallenbergs portfölj i brons. Minnesmärket donerades av Marcus Storch och kallas Attachéväska R.W.. Verket är formgivet av skulptörerna Ulla Kraitz och Gustav Kraitz. Nere vid promenadvägen syns rester efter tjänstebostadens grund.
Av villorna i grannskapet finns bara Solbacken (Nysätravägen 19) och Fredriksberg (Nysätravägen 3) bevarade. Det senare dock i nybyggt skick efter en brand på 1980-talet. Solbacken förvärvades 1883 av slottsarkitekten Ernst Jacobsson som själv ritade villan med en parkliknade trädgård. Båda fastigheterna är Q-märkta i gällande detaljplan från 1985 vilket innebär att byggnadens ursprungliga exteriör, byggnadsdelar och detaljer skall behållas och får inte förvanskas.
Fredriksberg byggdes 1883 för den norskfödde grosshandlaren David Dietrichsson. Till stället hörde även Villa Nidaros som var Trondheims officiella utställningspaviljong vid Stockholmsutställningen 1897. Efter utställningens slut fraktades huset till Kappstaområdet och blev sommarnöje. Nidaros brann ner efter ett blixtnedslag i juli 1960. Idag återstår husgrunden i Kappsta naturreservat.

### Nutida bilder, före detta Wisingska villan

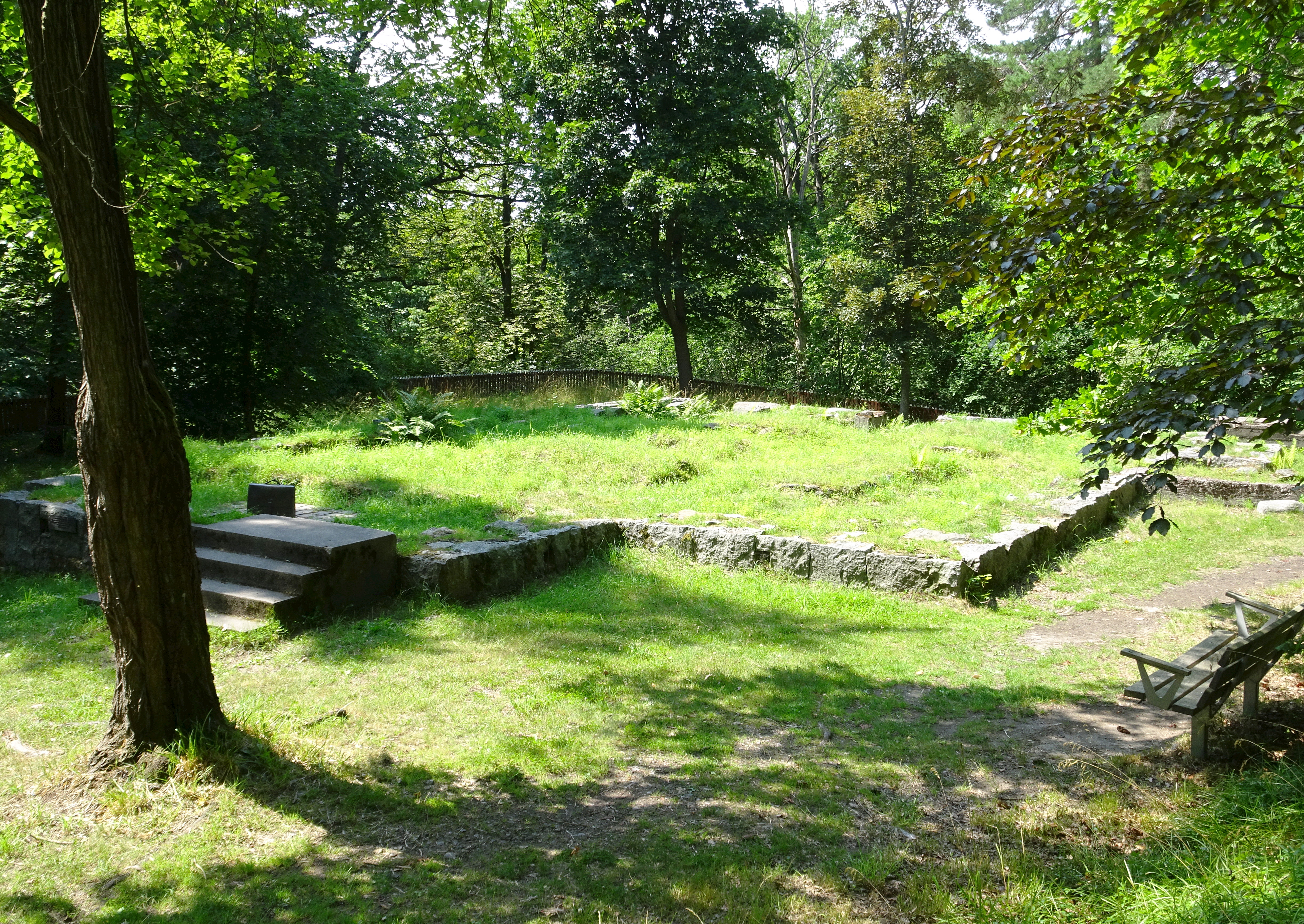
Husgrunden från nordost.
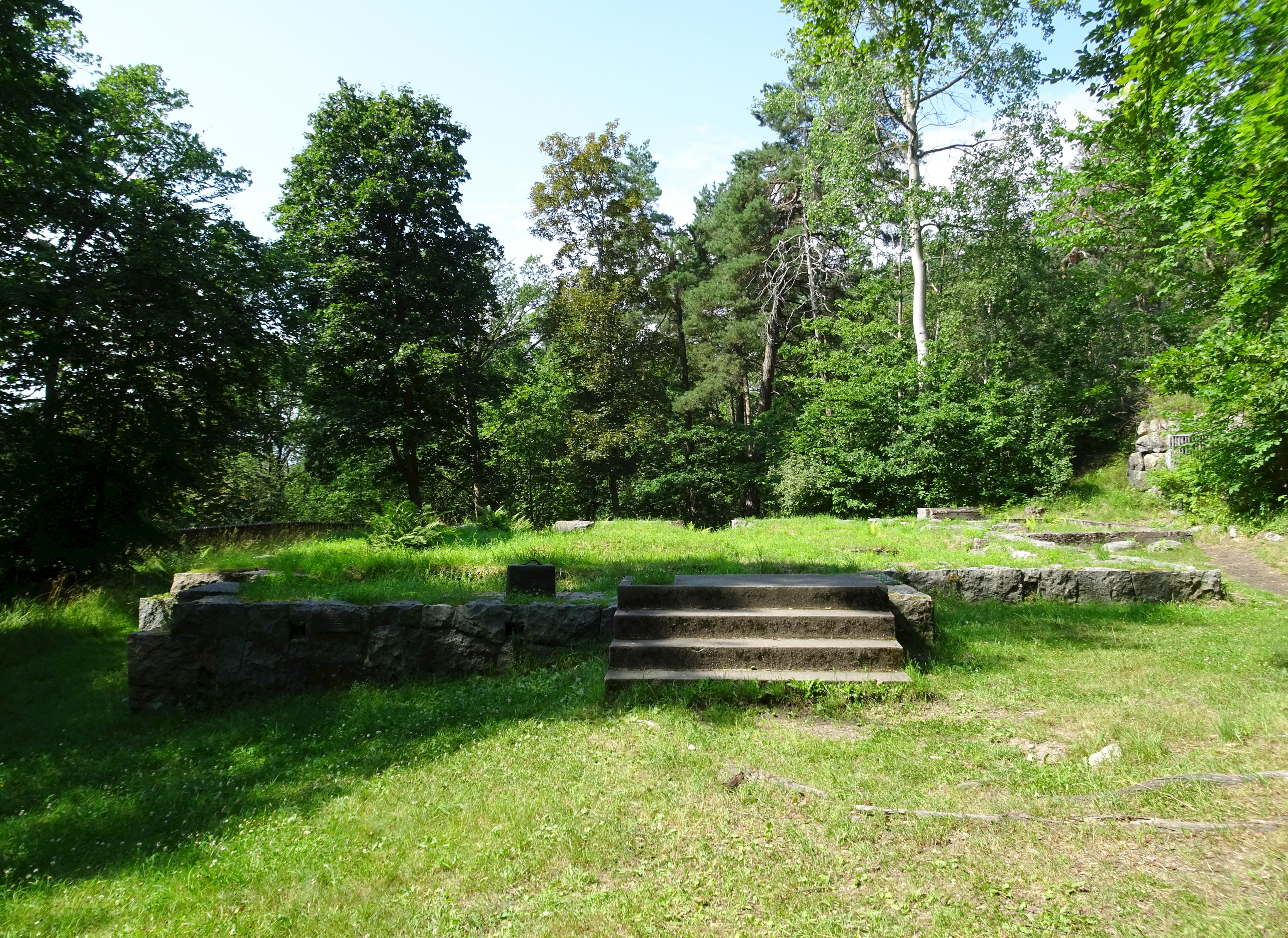
Husgrunden från sydost med entrétrappan.
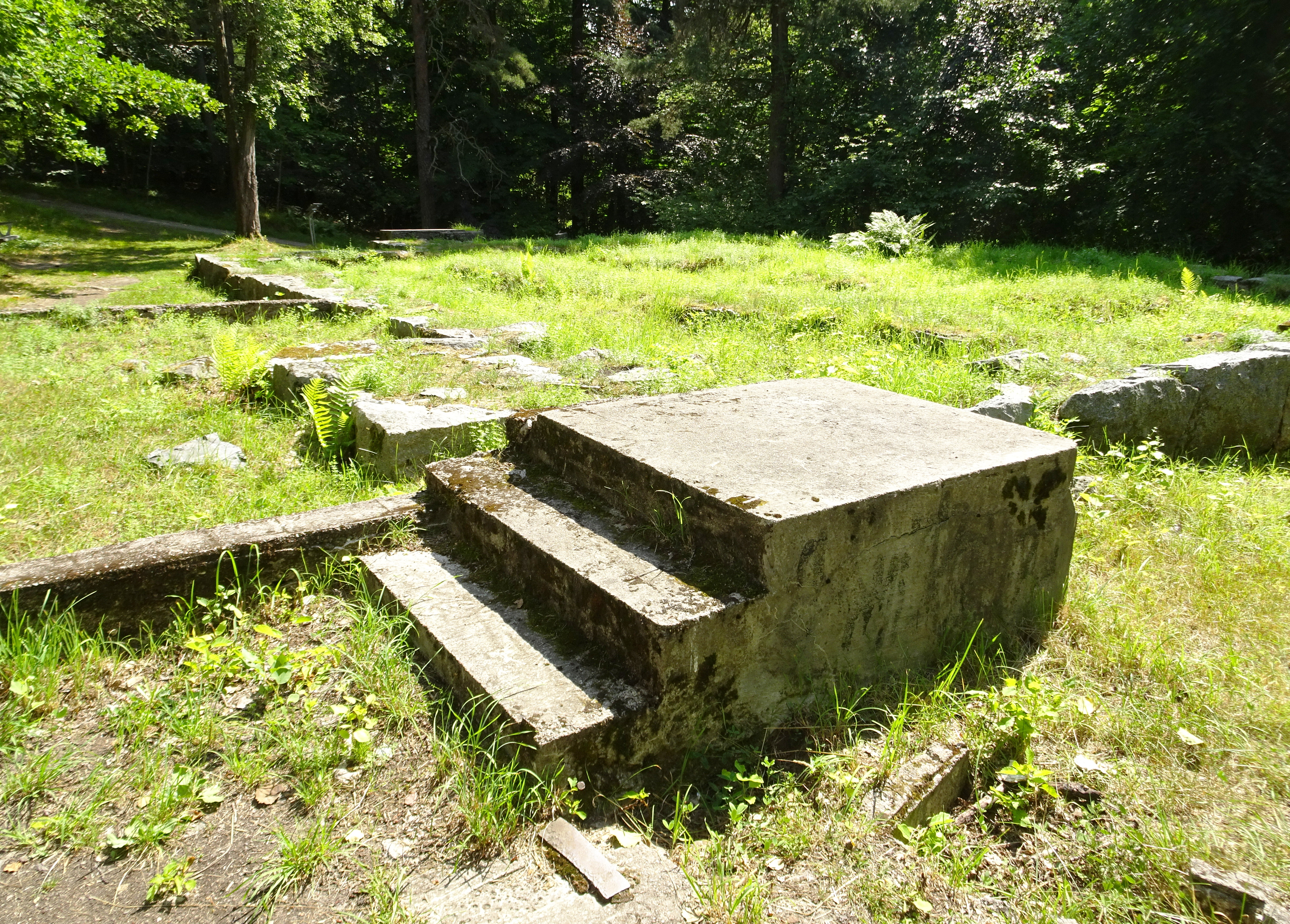
Husgrunden från norr med kökstrappan.
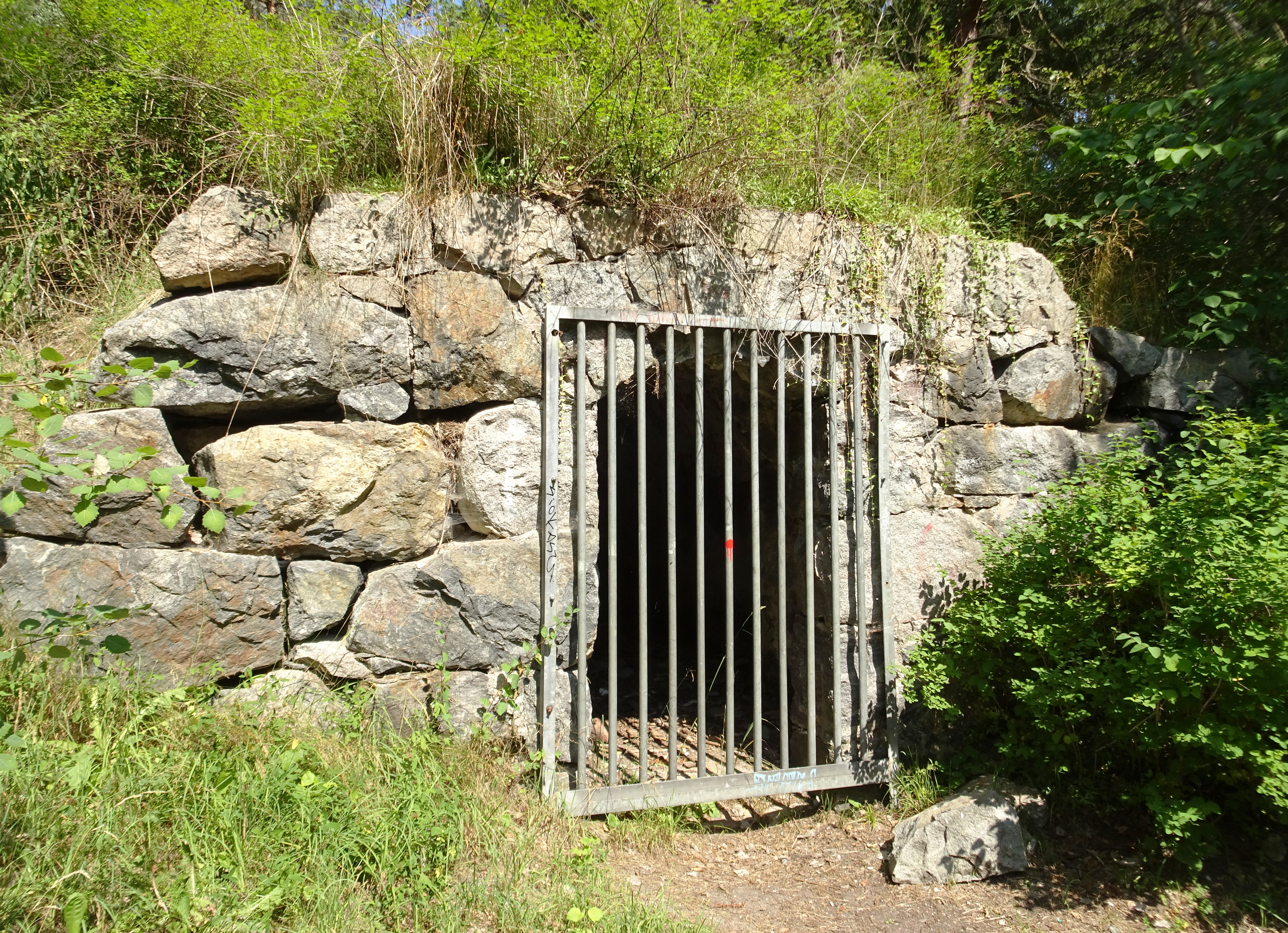
Jordkällaren.